# Casaleone
Casaleone ist eine italienische Gemeinde (comune) mit 5610 Einwohnern (Stand 31. Dezember 2023) in der Provinz Verona in Venetien. Die Gemeinde liegt etwa 34 Kilometer südöstlich von Verona und grenzt unmittelbar an die Provinz Mantua.

## Geschichte
Münzfunde zwischen 1888 und 1901 von römischen Geldstücken (Denare und Asse) aus der Zeit zwischen 206 vor Christus und 51 vor Christus verdeutlichen, dass die Gegend bereits bewohnt war.

## Verkehr
Der Bahnhof von Casaleone an der früheren Bahnstrecke Treviso-Ostiglia wurde 1967 geschlossen.
Durch die Gemeinde führt die frühere Strada Statale 10 Padana Inferiore (heute eine Regionalstraße). Geplant ist die sogenannte  Autostrada Padana Inferiore, die auch in Casaleone einen Anschluss bekommen soll.

## Töchter und Söhne der Stadt
- Michele Merlo (* 1984), Radrennfahrer